# ظاهر الملغوم الظفيري
ظاهر الملغوم الظفيري , شاعر سعودي .

## ظهوره الإعلامي
شارك في مسابقة شاعر العرب , تأهل للمرحلة الثانية بعد حصوله على 89.5 % من تقييم اللجنة وحلوله في المركز الرابع .